# Ermes Costello
Ermes Costello (エルメェス・コステロ, Erumēsu Kosutero) es un personaje principal de Stone Ocean, la sexta parte de JoJo's Bizarre Adventure.
Ermes es una mujer que se hizo prisionera voluntariamente en la prisión de Green Dolphin Street para buscar venganza por el asesino de su hermana Gloria Costello, Sports Maxx. Pronto se hace amiga y aliada de Jolyne Cujoh en la prisión. Después de usar un colgante, Ermes adquiere a su Stand, Kiss.

## Apariencia
Ermes es una mujer de altura promedio o por encima de la media y constitución atlética o mediana. Luce su cabello cabello oscuro en rastas, y tiene largas cicatrices triangulares que se acercan a sus ojos y labios en su frente y barbilla.
Usa unos brazaletes en cada brazo, una chaqueta que acaba en puntas medio abiertas, y por debajo lleva un jersey sin mangas de cuello alto. También lleva unos pantalones oscuros ajustados con una línea blanca y unas botas con tacón. Ermes ha alterado quirúrgicamente sus pechos para poder esconder dinero desde sus costados.

## Personalidad
A pesar de un duro exterior, Ermes es orgullosa, leal y testaruda.
Ella no se aleja de una pelea y está dispuesta a hacer casi cualquier cosa para ponerse en una situación mejor, ya sea si está tomando una apuesta que podría arriesgar sus órganos hasta incluso dividir sus propias partes del cuerpo con su capacidad de Stand, a pesar de saber que eventualmente tiene que ser fusionadas de nuevo, hiriéndola severamente.
Demuestra una severa sensación de resistencia, ya que estaba todavía de pie y moviéndose incluso después de que Marilyn Manson tomó su hígado y sobrevivió a las experiencias compartidas de los intentos de suicidio de Thunder McQueen. Tiene un buen sentido de la justicia, pero castiga violentamente a cualquiera que se interponga en su camino.

## Habilidades

### Stand
El Stand de Ermes es el humanoide Kiss, de buena defensa cuerpo a cuerpo y ataque, y la capacidad única de duplicar objetos en los cuales ella planta una etiqueta removible.

## Historia

### Antecedentes
Cuando Ermes tenía diecisiete años, su hermana mayor se dejó ver por un vendedor de coches homicida llamado Sports Maxx, salvando a Ermes de su ira, pero sacrificando su propia vida en el proceso. Mientras tanto, Sports Maxx fue capturado y arrestado por la policía, no fue juzgado por el asesinato, y en su lugar fue enviado a prisión por evasión de impuestos. Enfurecida, Ermes se había lanzado a propósito en la cárcel, con la intención de rastrear a Sports Maxx. Su crimen fue robo a mano armada y no fue su primera ofensa; su sentencia sería de ocho años.

### Stone Ocean(2011–12)
Ella primero encontró a Jolyne Cujoh cuando fueron llevados en cautiverio momentáneo el uno al lado del otro. Molestada por Jolyne constantemente golpeándose la cabeza debido a su humillación más temprano ese día, Ermes le gritó a la tubería hacia abajo. Se sorprendió al oír a Jolyne confesar su inocencia a su crimen y admirar su honestidad. En su camino a la cárcel de Green Dolphin Street, Ermes le advirtió a Jolyne que tomara las manos en efectivo, ya que el soborno era la manera más rápida de escapar de la dureza de la vida en prisión. A cambio, Jolyne salvó a Ermes de una brutal paliza con su recién descubierto Stand, Stone Free. Aunque no sean compañeros de celda, los dos se han mantenido un tanto cercanos entre sí desde entonces.
Mientras estaba en prisión, Ermes usaba el dinero como medio, así que cuando el portero, Thunder McQueen, le robó el dinero, lo persiguió seis veces después de haber estado en la enfermería. Una vez que se encontró con el conserje, se enteró de que era severamente suicida y debido a su propio Stand, Highway to Hell, se vio obligada a encontrar experiencias similares cada vez que lo intentaba. Aunque lo salvó de los intentos en varias ocasiones (incluso ofreciéndole sus bragas como una manera de alegrarlo), todavía encontró medios de suicidarse, pero no antes de que ella se partiera el cráneo con Kiss, resultando en McQueen ser incapacitado y su Stand detener Ermes anulando.
Posteriormente se desempeñó como voluntaria en un grupo de búsqueda con Jolyne y otros cuatro para encontrar a dos reclusos perdidos. En su búsqueda, encuentran el escondite de Whitesnake de los discos aislados del soporte y de los combatientes de Foo, que fue designado para proteger los discos. Después de una dura batalla, F.F. fue liberada de sus deberes y prometió lealtad a los dos.
Los días siguientes incluyeron un encuentro con el jugador Miraschon que apostó a un juego de captura (que Jolyne y Foo Fighters no pudieron retransmitir el balón cien veces). Ermes persuade a Jolyne a aceptar la apuesta (que ganó) antes de que Miraschon hiciera otra apuesta por más dinero. La nueva apuesta atrajo a Costello a no sólo aceptar, sino a ponerse en la apuesta para poder obtener los mil dólares. Ermes perdió la apuesta y se encontró a merced del Stand de Miraschon, Marilyn Manson, quien le tomó el diente de oro, el dinero de sus senos quirúrgica-mente alterados y su hígado. Jolyne finalmente gana el hígado y el dinero de vuelta de Miraschon.
Ermes permaneció en cuidados médicos intensivos después de su batalla con Sports Maxx y no aparece de nuevo hasta que Jolyne escapa de la prisión. Ella fue uno de los miembros finales en la última batalla contra Enrico Pucci, y muere en la lucha.
Después de Emporio Alniño se las arregla para derrotar y matar a Pucci, la contraparte del universo alternativo de Ermes se ve expulsada de un autobús por intentar pagar con un billete de cincuenta dólares. La contraparte se siente enfurecida e incluso se pregunta si el conductor del autobús la confundió con un interno de Green Dolphin St. Jail. Ella entonces se encuentra con Emporio y le pide cambio para la factura. Posteriormente, ella y Emporio se reúnen con la contraparte de Narciso Anasui, Annakiss y la contraparte de Jolyne, Irene, quienes los invitan a montar con ellos a cambio del dinero de Ermes para gasolina. Ermes se siente escéptica al principio, mientras su hermana mayor le dice que no viaje con extraños, pero la lluvia que viene la obliga a darles el dinero del gas y viajar con el grupo. El grupo más tarde recoge la contraparte Weather Report después de rellenar el tanque de gasolina del coche.

## Otras apariciones

### Videojuegos

#### JoJo's Bizarre Adventure: Eyes of Heaven
Ermes fue confirmada como un personaje jugable junto con Jolyne, Pucci y Weather Report. Ella es emparejada con Robert E. O. Speedwagon en el torneo de Eyes of Heaven, pero fueron eliminados por Narancia Ghirga y Diego Brando en las preliminares.